# Куксов, Анатолий Яковлевич
Анатолий Яковлевич Куксов (укр. Анатолій Якович Куксов; 21 ноября 1949, Ворошиловград — 4 января 2022, Луганск) — советский футболист, полузащитник, позднее советский и украинский футбольный тренер. Мастер спорта СССР (1970), мастер спорта СССР международного класса (1991).

## Биография
Воспитанник луганской школы «Трудовые резервы». Тренеры — Александр Семенович Ильинов и Петр Кузьмич Буянов.
С 1967 года стал выступать за луганскую команду, проведя в «Заре» всю игровую карьеру. Его дебют за основной состав луганчан состоялся в 1969 году в матче против свердловского «Уралмаша».
В разное время его приглашали и в более именитые клубы СССР. По словам Куксова, у него были приглашения из ростовского СКА, московских клубов ЦСКА, «Локомотив» и «Динамо», куда звал легендарный советский голкипер Лев Яшин: 

…Меня не раз приглашали в московские ЦСКА, «Динамо» и «Локомотив». В стан столичных динамовцев звал сам легендарный Лев Иванович Яшин, но я отказался переходить. Приглашали и в ленинградский «Зенит»— .
Но он оставался верен своей родной команде, с которой становился чемпионом и дважды финалистом кубков СССР.
Занимает первое место в истории луганской «Зари» по количеству сыгранных матчей (570 матчей в официальных турнирах) и второе место по количеству забитых голов (97), уступая лишь лучшему бомбардиру команды Александру Малышенко.
Провёл 4 матча в Кубке европейских чемпионов, в которых отличился одним забитым мячом.
По мнению спортивных журналистов Луганщины, был признан лучшим футболистом в истории луганской «Заря».

### Стиль игры
Прекрасный организатор атак команды, плеймейкер, разыгрывающий — центральная ось, вокруг которой строилась вся игра команды.— Информационный сайт болельщиков «Зари».
В национальной сборной СССР в 1972 году сыграл 8 матчей (в том числе 5 матчей за олимпийскую сборную СССР).
После завершения игровой карьеры стал тренером. В его тренерской карьере были команды мастеров и любительские клубы, которые он приводил к победам в различных официальных и ведомственных турнирах. Наиболее успешный период в карьере у него прошёл в Ровеньках, где он с местным «Горняком» побеждал в чемпионатах и кубках Луганской области.
В 2015 году возглавил сборную Луганской Народной Республики. Под его руководством команда провела 1 матч: 19 марта 2015 года против Абхазии. Встреча завершилась поражением со счётом 0:1.

## Увековечивание
В июле 2018 года Почта Луганской Народной Республики выпустила марку с портретом Анатолия Куксова. Марка входит в блок марок «Финал Чемпионата мира по футболу».
Умер 4 января 2022 года в Луганске.

## Достижения
- Бронзовый призёр Олимпийских игр 1972
- Чемпион СССР 1972
- Финалист Кубка СССР (2): 1974, 1975
- В списке 33-х лучших футболистов Украинской ССР: № 2 — 1972; № 3 — 1971, 1973, 1974.
- В 2010 году был признан лучшим футболистом в истории луганской «Заря»[6].
- Медаль «За труд и победу» (2004)[11]